# Frau von Smørenge
Als Frau von Smørenge (auch Smøreenge, dänisch Guldkvinde fra Smørenge) wird eine goldene Statuette bezeichnet, die 2013 von einem Amateurarchäologen in einem Feld bei Smørenge auf der dänischen Insel Bornholm gefunden wurde. Er hatte zuvor bereits mehrere kleine goldene menschliche Figuren aus Goldblech  „Goldmännchen“ entdeckt. Das Objekt ist etwa 4,2 cm hoch, wiegt nur 3 Gramm und ist weiblich. Die Frau ist bis auf einen Gürtel (oder eine Tätowierung in diesem Bereich) nackt dargestellt.
Der einzigartige Fund fand reges Interesse. Die Interpretationen sprechen von einem rituellen Fruchtbarkeitssymbol, das einen Rückwärtssalto schlägt. Zwei Merkmale der Figur sind besonders auffällig: Das übertrieben ausgearbeitete Rückgrat mit zehn Wirbeln und die zurückgebogene Pose.
Martin Rundkvist hält das gezackte Rückgrat der Frau für das einer dünnen Person. Gleichzeitig wird es als symbolische und nicht als naturalistische Darstellung angesehen, zu der es keine bekannten Parallelen gibt.
In einem anderen geographischen und kulturellen Kontext sind Rückgratbetonungen auf maltesischen Figuren aus der Tempelphase (etwa 3600–2500 v. Chr.) bekannt. Diese Terrakotten haben indes keine allgemein akzeptierte Interpretation.